# Allen Lane
Sir Allen Lane (eigentlich Allen Williams; * 21. September 1902 in Bristol, Gloucestershire; † 7. Juli 1970 in Northwood, Middlesex) war ein englischer Verleger. Er war einer der bedeutendsten britischen Verleger des 20. Jahrhunderts, Pionier des Taschenbuchs in England und Gründer des Penguin-Verlags (Penguin Books, Ltd.).
Er gab 1935 zunächst billige Reprint-Ausgaben zeitgenössischer Autoren (Ernest Hemingway, Eric Linklater und Agatha Christie) für 6 Pence heraus, den Preis einer Packung Zigaretten, später auch andere Serien, darunter eine Shakespeare-Ausgabe (1937), die erfolgreiche Kinderbuchserie Puffin Story Books (1941) und Homers Odyssee (1946 als erster Band der Penguin Classics). Das erfolgreichste Werk war die 1960 erschienene ungekürzte Ausgabe von Lady Chatterley's lover von D. H. Lawrence, das sich – nach einem aufsehenerregenden Prozess – über 3,5 Millionen Mal verkaufte, 2 Millionen davon innerhalb von sechs Wochen.
Lane wurde 1952 zum Ritter ernannt, 1964 wurde er in die American Academy of Arts and Sciences gewählt. Er zog sich 1969 nach Erscheinen des 3.000sten Penguin-Titels (Ulysses von James Joyce) aus dem Verlag zurück.